# Krystyna Miecikówna

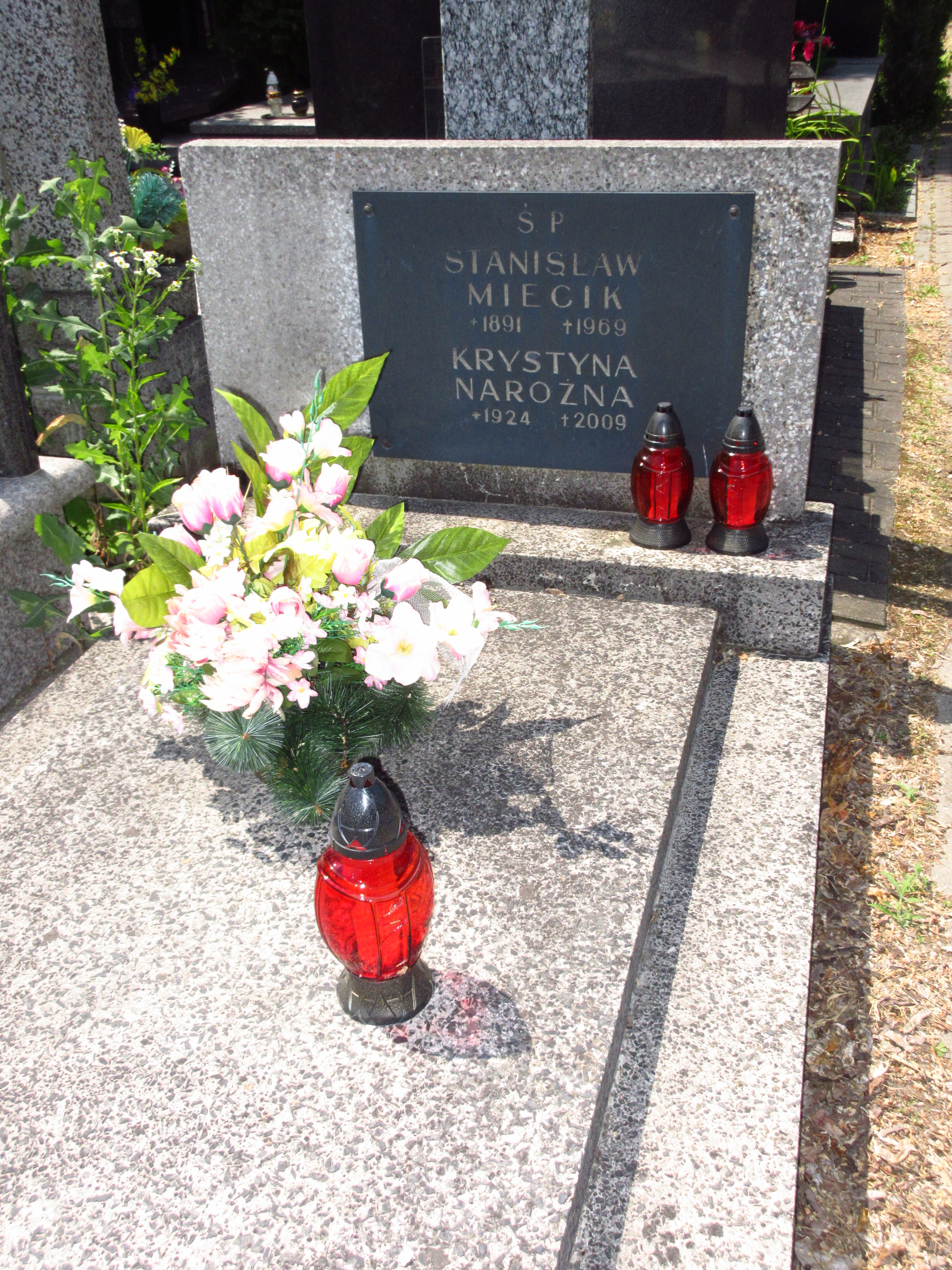
Grób Krystyny Miecikówny (Narożnej) na cmentarzu Bródnowskim

Krystyna Miecikówna, właśc. Krystyna Narożna z domu Miecik (ur. 6 listopada 1924 w Warszawie, zm. 4 października 2009 tamże) – polska aktorka teatralna i filmowa. W polskim dubbingu użyczyła głosu myszy Pixie w serialu Pixie, Dixie i Pan Jinks wydanym przez Polskie Nagrania. W 1947 ukończyła studia na PWST w Warszawie. Zadebiutowała w teatrze 7 marca 1947. Pochowana na cmentarzu Bródnowskim (kwatera 40F-1-32).

## Filmografia
- 2006 – Pensjonat pod Różą – pani Wiesia, gosposia Szumilewiczów (odc. 106, 107)
- 1991 – Panny i wdowy (serial tv) – matka Jaszy
- 1991 – Panny i wdowy – matka chłopa Jaszy
- 1986 – Wcześnie urodzony – ciotka Józefa
- 1983 – Alternatywy 4 (odc. 1)
- 1980 – Punkt widzenia (1980; serial tv) – koleżanka z biura Marii (odc. 1,2)

## Dubbing
- 1990-1994: Przygody Animków – Babcia
- 1985-1991 – Gumisie – Wróżka z Gumisiowego Zamczyska
- 1975 – Pszczółka Maja –
  - Urwis,
  - Biedronka Siedmiokropka,
  - Pani Moskitowa,
  - Panna Klementyna,
  - Pracuś
- 1972 – Pinokio
- 1971 – Pogromca zwierząt
- 1968 – Niewidzialny batalion
- 1962 – Wally Gator – Komandor, wykołowany przez Wally' ego
- 1959 – Niepotrzebny
- 1959 – Młodzi przyjaciele
- 1958 – Pixie, Dixie i Pan Jinks – Pixie (stara wersja dubbingowa Polskie Nagrania)